# Поле аэрации
Поле аэрации — устаревший тип очистного сооружения для сточных вод. Представляет собой открытые земляные карты, на которые подают стоки, прошедшие только механическую очистку на решетках.